# (55735) Magdeburg
(55735) Magdeburg est un astéroïde de la ceinture principale.

## Description
(55735) Magdeburg est un astéroïde de la ceinture principale. Il fut découvert le 22 août 1987 à Tautenburg par Freimut Börngen. Il présente une orbite caractérisée par un demi-grand axe de 2,62 UA, une excentricité de 0,28 et une inclinaison de 11,0° par rapport à l'écliptique.